# Диметотиазин
Диметотиазинът е лекарство от групата на фенотиазините, използвано за лечение на мигрена, както и при кожни алергии.
Диметотиазинът е серотонинов и хистаминов антагонист.